# Kirchenruine Nonnenhof (Weida)
Die evangelische Kirchenruine Nonnenhof steht in der Stadt Weida im Landkreis Greiz in Thüringen.

## Geschichte
Vermutlich entstand das Dominikanerinnenkloster in der Mitte des 13. Jahrhunderts (1238) als Gründung der Weidaer Vögte. Es wurde 1293 das erste Mal urkundlich erwähnt.
Von den Klostergebäuden ist nur noch die Kirche als breiter Saalbau mit leicht eingezogenem Rechteckchor erhalten geblieben. Die Klausur lag nördlich der Kirche. Der ursprünglich romanische Kirchenbau wurde aus Bruchsteinen gemauert und erhielt im Jahre 1411 gotische Spitzbogenfenster. Die Kirche und die anderen Klostergebäude wurden mehrfach durch Brände zerstört und wieder aufgebaut. Priorin Margaretha von Hutten und der Dominikaner Marcus von Weida führten das Kloster zur wirtschaftlichen Blüte.
Nach der Reformation wurde das Nonnenkloster aufgehoben. Das Amt Weida benutzte ab 1542 die leer stehende Kirche als Schütthaus und lagerte hier Amtsgetreide. Aus dieser Zeit stammt der heutige Name Kornhaus. Die Nebengebäude des Klosters wurden 1633, soweit noch vorhanden, bei der Verwüstung Weidas zerstört und nicht wieder aufgebaut.
Mitte des 19. Jahrhunderts wurde das Kornhaus zum Wohn- und Geschäftshaus umgebaut. Einige Jahre befanden sich eine Weinhandlung und ein Wirtshaus darin. Nach dem Ersten Weltkrieg erwarb die Stadt Weida das Gebäude und richtete Sozialwohnungen darin ein (Obdachlosenheim), die teilweise noch bis 1980 genutzt wurden.
1992 stürzte ein großer Teil des Dachstuhls ein. Danach wurde der freistehende Giebel des denkmalgeschützten Kornhauses gesichert.

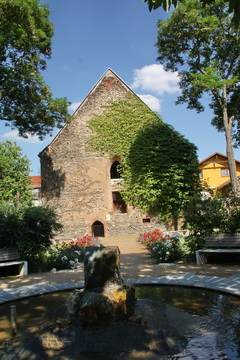
Die Frontansicht
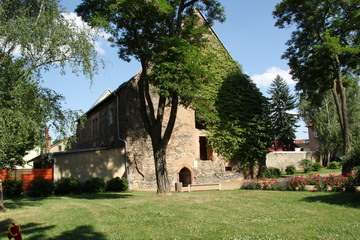
Seitlicher Blick
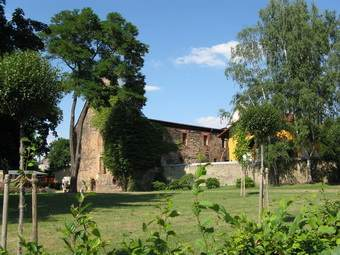
Blick von der Wallstraße

Heute sehen wir nur noch die Ruine des vergangenen Glanzes.